# Слайд-гитара

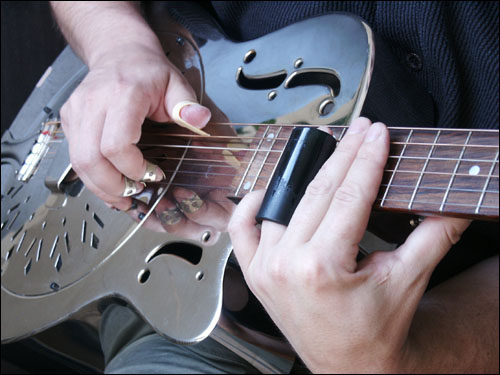
Игра со слайдом на безымянном пальце

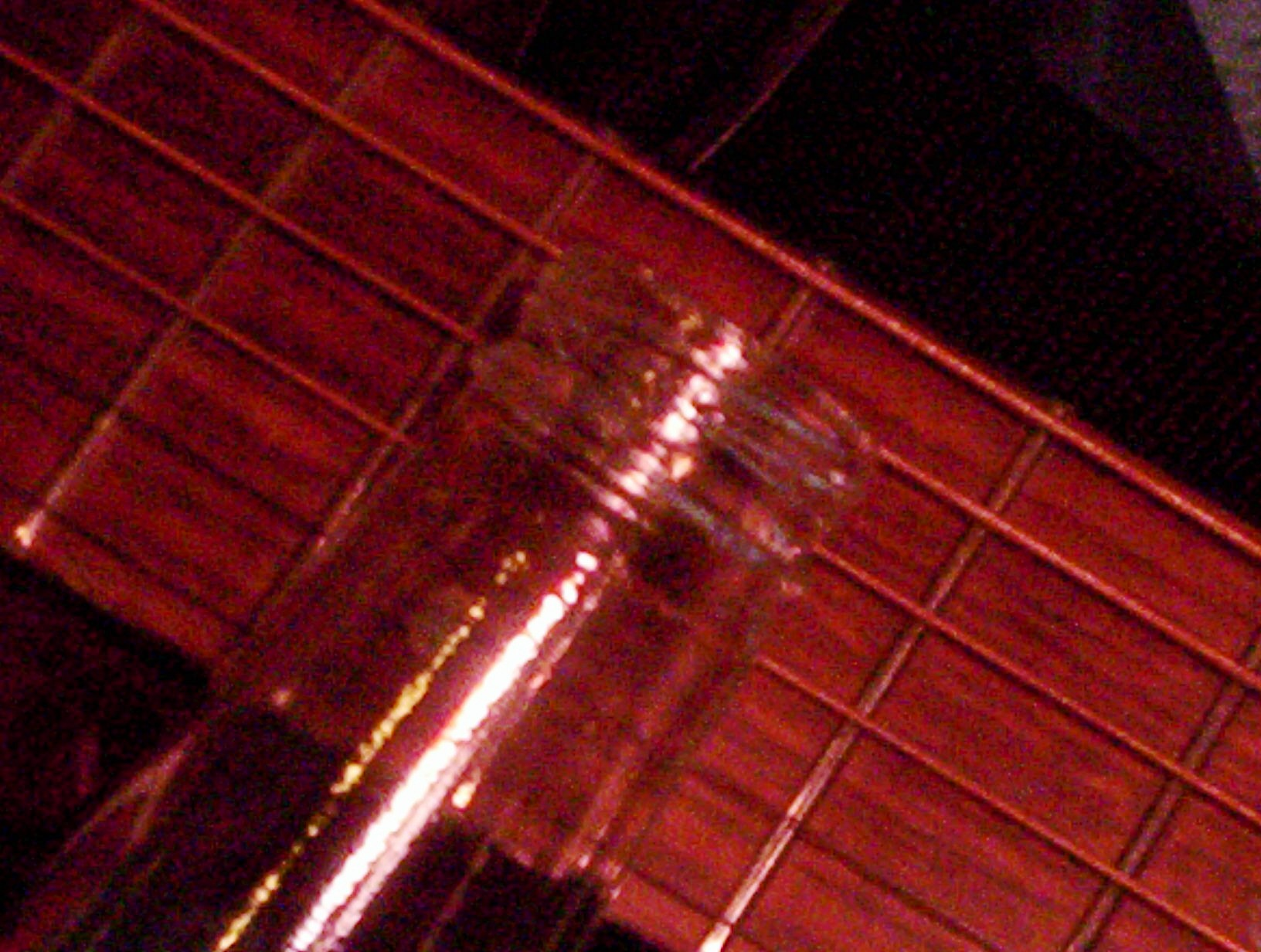

Сла́йд-гита́ра (слайдовая гитара, англ. Slide guitar; ботлнэк, англ. bottleneck guitar) — особый метод или техника игры на гитаре, который заключается в том, что играют при помощи слайда (от англ. slide — скользить, плавно двигаться), надеваемого на палец. Слайд во время игры не отрывается от поверхности струн, а скользит по ним. Струны при этом не прижимают к ладам. Вместо лада используется сам слайд.
При игре слайдом широко распространено вибрато.
Обычная гитара (как электрическая, так и акустическая) может использоваться для того, чтобы играть на ней слайдом. При этом струны подняты чуть выше от грифа, чем они были бы для обычной игры на гитаре. Это сделано в случае, если свободные пальцы не используются для игры. Дополнительный верхний порожек может использоваться, чтобы достигнуть большей высоты последовательности на утолщении в конце грифа.
Такие разновидности гитары как лэп-стил (англ. lap steel guitar — наколенная слайд-гитара) и педал-стил (англ. pedal steel guitar — педальная слайд-гитара) специально предназначены для игры слайдом в горизонтальном положении. 

## Слайд

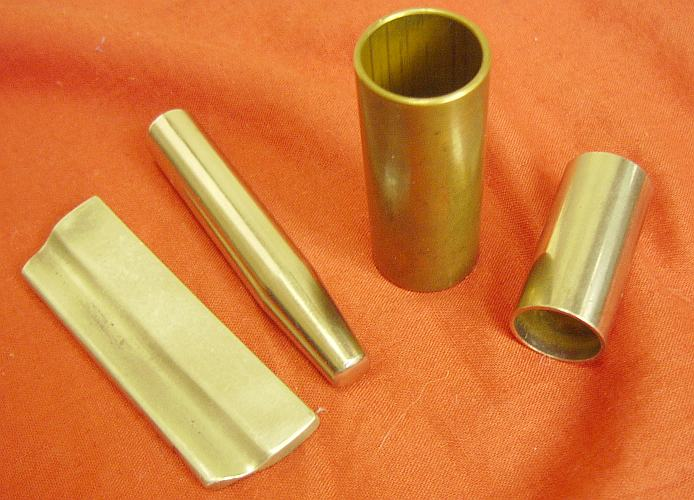
Различные слайды

Со времён изобретения слайдового метода игры на гитаре в конце XIX — начале XX века, для извлечения характерного звука применялись различные материалы. В качестве слайда могут быть использованы различные твёрдые и одновременно гладкие материалы. Один из наиболее распространённых и вместе с тем дающих хорошее звучание — горлышко стеклянной бутылки, которое надевается на один из пальцев. Такой тип слайда дал второе название слайд-гитаре — «bottleneck guitar» (буквально «бутылочногорлышковая гитара»). В настоящее время существуют латунные, бронзовые, стальные, пластиковые, хромированные и другие. Такие слайды производят фабрично и продают в магазинах, однако сделать его можно и из подручных средств. Сид Барретт из группы Pink Floyd использовал в качестве слайда зажигалку Zippo, а Джон Леннон во время записи композиции «For You Blue» — гильзу от дробовика.
Существуют также изделия из фарфора и керамики, изобретённые Терри Ламбертом в 1990 году: стеклянные снаружи и пористые внутри, впитывающие таким образом влагу с пальца, предотвращая скольжение. Ещё один, более новый, вид слайда — из пирекса, имитирующий слайды, сделанные из стеклянных бутылок.
Технически слайд может быть сделан из любого материала, при условии, что он ровный и сделан в достаточной степени профессионально.

## История
Способ игры слайдом издавна известен, особенно в Индии и Африке. Многие из предполагающих такое звукоизвлечение инструментов — однострунные, как, например, западноафриканский музыкальный лук с резонатором из тыквы или самодельные инструменты африканских рабов в Америке — джитербаг и дидли, которые делались так: на гвозди, вбитые в дверь хижины, в деревянный пол или в любую доску натягивалась проволока, а резонатором служила любая металлическая тара. Слайдом же в таких случаях могут послужить складной нож, металлический брусок, вываренная кость или бутылка.
В США слайд известен практически столько же времени, сколько и блюз. Первые упоминания о игре слайдом на гитаре относятся к самому началу XX века. Одно из них принадлежит известному музыканту Уильяму Кристоферу Хэнди, описавшему случай, произошедший с ним в 1903 году в штате Миссисипи, в автобиографической книге «Father Of The Blues».

Меня разбудил звук гитары. Недалеко от меня сидел тощий, одетый в лохмотья негр, и играл, скользя по струнам складным ножом в манере гавайских гитаристов, которые использовали для этого стальной брусок. Это было потрясающе. Сама песня тоже поразила меня: «Goin' Where The Southern Cross The Dog». Певец повторил мелодию три раза, аккомпанируя себе на гитаре в самой удивительной манере, которую я когда-либо слышал…
Оригинальный текст (англ.)A lean loose-jointed Negro had commenced plunking a guitar beside me while I slept. His clothes were rags; his feet peeped out of his shoes. His face had on it some of the sadness of the ages. As he played, he pressed a knife on the strings of the guitar in a manner popularized by Hawaiian guitarists who used steel bars. The effect was unforgettable. His song, too, struck me instantly…. The singer repeated the line («Goin' where the Southern cross' the Dog») three times, accompanying himself on the guitar with the weirdest music I had ever heard..

Своей популярностью слайд-гитара обязана таким музыкантам, как Willie Brown, Son House, Johnny Shines и Роберт Джонсон. Почти не записываясь, играя на углах улиц и на домашних концертах, эти музыканты довели искусство слайд-гитары до отточенной музыкальной формы. Они заложили основу многих блюзовых стилей, которые достигли пика развития в конце 1930-х годов.
В конце 40-х была создана электрогитара. Блюзовые музыканты взялись за новый инструмент с удвоенной силой. Такие музыканты, как Элмор Джеймс, Эрл Хукер, Хаунд Дог Тэйлор, Роберт Найтхок, Мадди Уотерс и другие, создавали новые направления в игре на слайд-гитаре.
В Америке слайд-гитара приобрела широкую популярность, когда гавайский гитарист по имени Джозеф Кекуку выпустил пластинку с записью гавайской стил-гитары. Это был совершенно новый, необычный звук. Пластинка, быстро ставшая бестселлером, дала новый толчок развитию блюзовой слайд-гитары.
В 1960-е годы слайд-гитару активно начали осваивать рок-гитаристы.
В 1970-е годы был изобретён Blaster Beam, экспериментальный струнный инструмент, аналогичный педал-стил-гитаре по типу извлечения звука.